# وین آلیسون
وین آلیسون (انگلیسی: Wayne Allison؛ زادهٔ ۱۶ اکتبر ۱۹۶۸) بازیکن فوتبال اهل بریتانیا است.
از باشگاه‌هایی که در آن بازی کرده‌است می‌توان به باشگاه فوتبال بریستول سیتی، باشگاه فوتبال ترانمره راورز، باشگاه فوتبال سوئیندون تاون، باشگاه فوتبال شفیلد یونایتد، باشگاه فوتبال چسترفیلد، باشگاه فوتبال هادرزفیلد تاون، و باشگاه فوتبال واتفورد اشاره کرد.